# Nissi
Nissi es una localidad y parroquia estonia del condado de Harju a 45 km de Tallin. De acuerdo con el censo de 2012 su población era de 3.008 habitantes. Comprende un área de 264,9 km².[cita requerida]
En cuanto a su capital administrativa, se encuentra en Riisipere.